# 南紀白濱溫泉

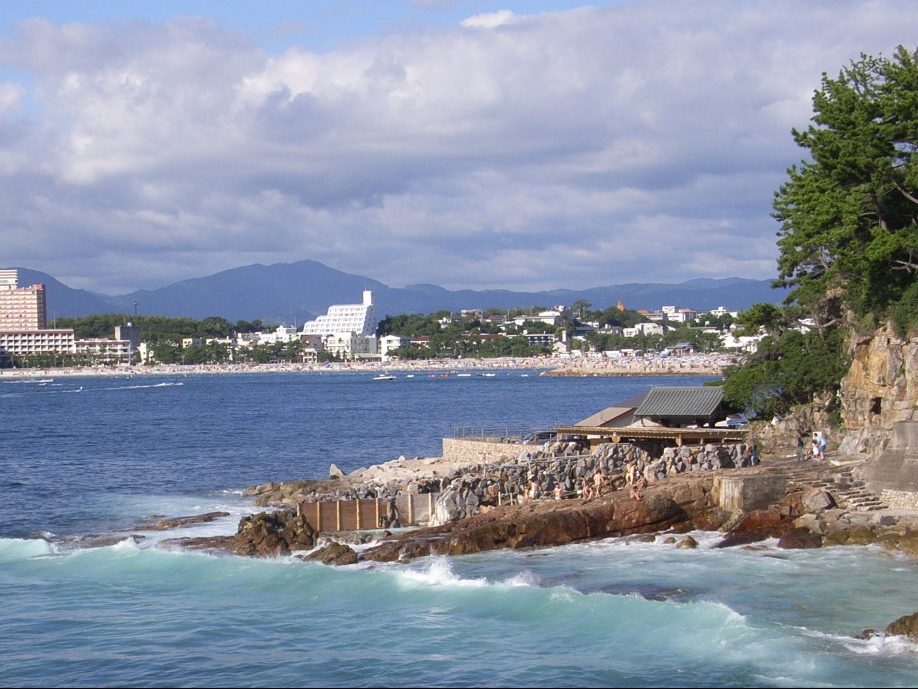
崎之湯和白良濱（遠方）

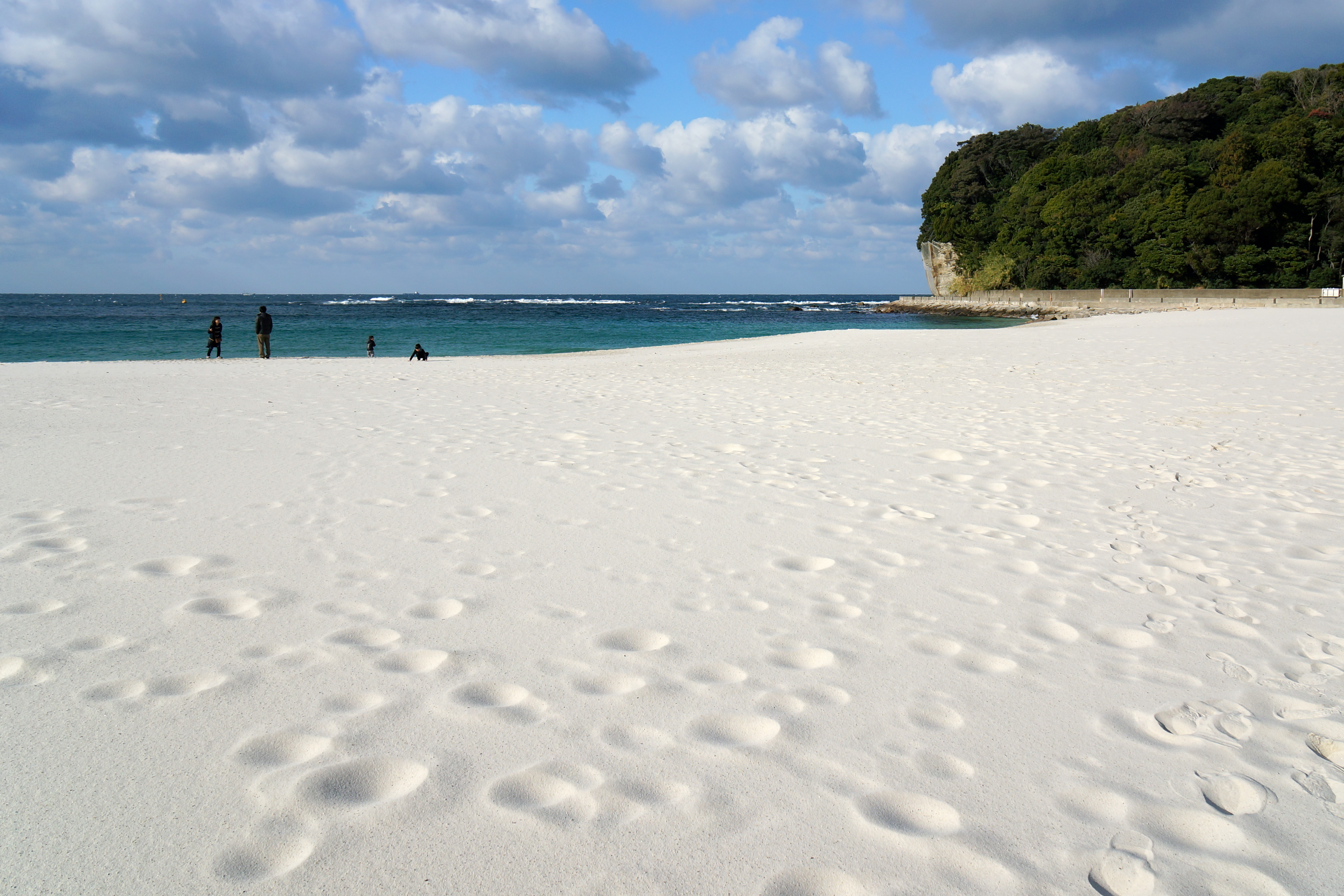
白良濱

南紀白濱溫泉（なんきしらはまおんせん）或白濱溫泉（しらはまおんせん）是和歌山縣西牟婁郡白濱町的溫泉。日本三古湯之一。

## 泉質
- 食塩泉・炭酸泉・重曹泉
  - 源泉溫度32〜85℃。

### 效能
胃腸病・神經痛・風濕等

## 溫泉街
沿白良濱，飯店林立，溫泉街有民宿、旅館等。

## 關連項目
- 溫泉、溫泉街、溫泉番付、日本溫泉列表、名湯百選、南紀勝浦溫泉

## 外部連結
- 南紀白濱溫泉（页面存档备份，存于） （日語）
- 白濱溫泉旅館協同組合（页面存档备份，存于） （日語）

33°40′33″N 135°23′13″E / 33.67578°N 135.38703°E